# Luftangriff auf Swinemünde

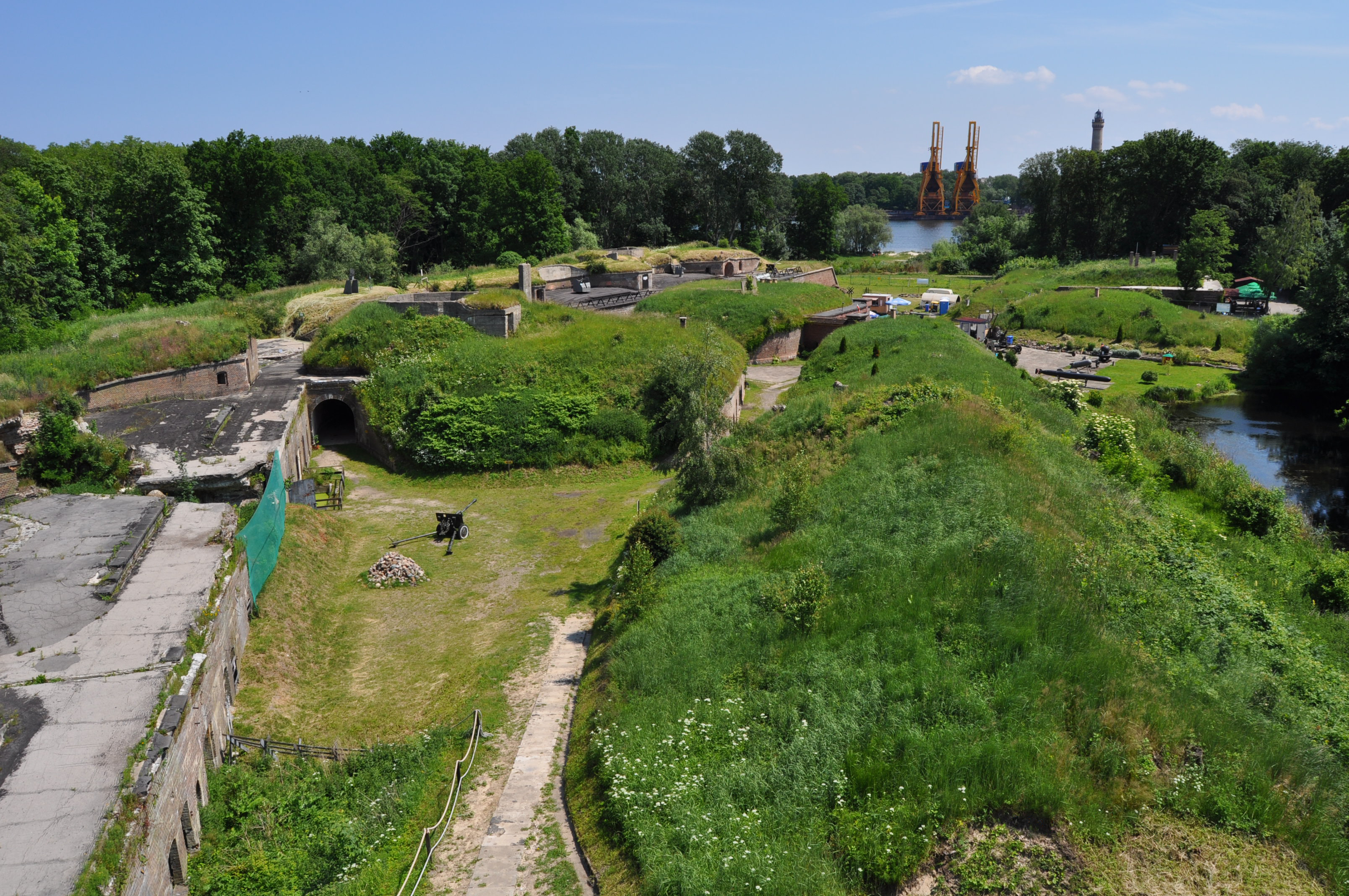
Das Westfort der Festung Swinemünde

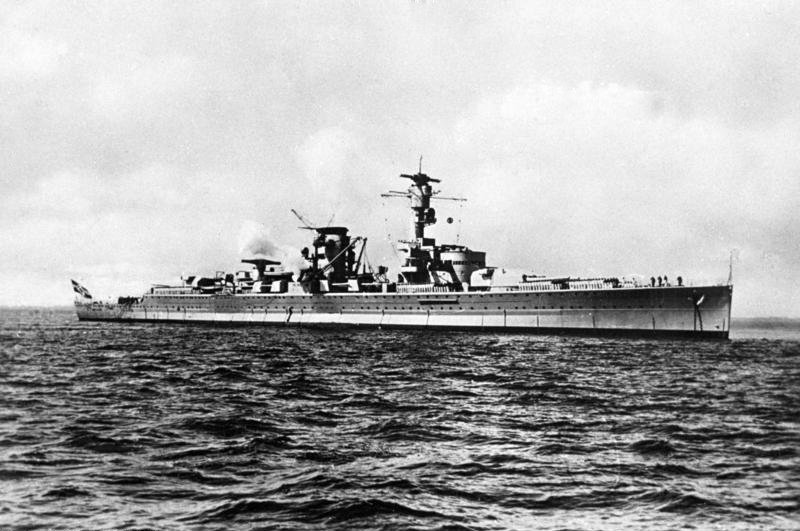
Das Panzerschiff Lützow und sein Schwesterschiff Admiral Scheer waren fünf Tage vor dem Angriff in der Marinebasis Swinemünde stationiert worden.

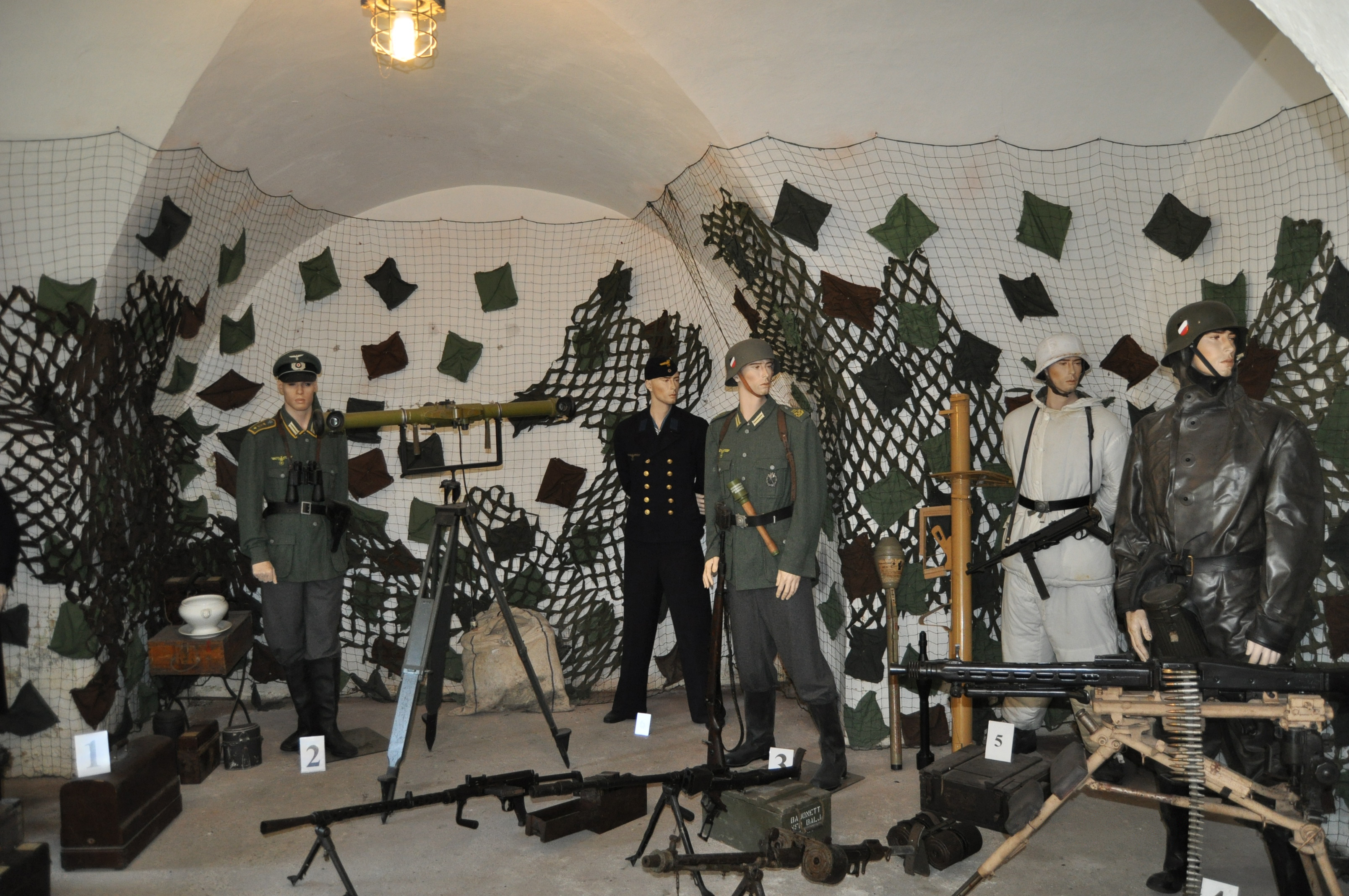
Uniformen und Waffen der Swinemünde in Garnison liegenden Wehrmachtseinheiten (Ausstellung in der Festung Swinemünde, 2011)

Der Luftangriff auf Swinemünde auf Usedom fand am 12. März 1945, wenige Wochen vor dem Ende des Zweiten Weltkrieges statt. Dabei wurde Swinemünde durch einen massiven Luftangriff aller drei Bomberdivisionen der 8th Air Force zusammen zum Großteil zerstört. Die Zahl der überwiegend zivilen Todesopfer war erheblich. Die Rote Armee, die vor der Insel Wollin stand, hatte die alliierten Verbündeten um Unterstützung gebeten, da sich das weitere Vordringen nach Westen als schwierig erwies.

## Ausgangslage
Swinemünde war als Stützpunkt der Kriegsmarine die wichtigste Station auf dem Seeweg zwischen der Ostfront und Kiel. Der Kommandant der Seeverteidigung Pommern hatte hier ab November 1944 seinen Sitz. Der Militärhafen wurde von der Festung Swinemünde geschützt, die bis Kriegsende weitgehend intakt blieb. Zu ihrer Sicherung war die Festungs-Division Swinemünde aufgestellt worden. Zudem lag der Bahnhof Swinemündes an der Eisenbahnlinie entlang der Ostseeküste. Am 7. März 1945 wurde die Kampfgruppe 2 der Kriegsmarine, bestehend aus den Panzerkreuzern Admiral Scheer und Lützow sowie mehreren Zerstörern und Torpedobooten, von Gotenhafen in den Militärhafen von Swinemünde verlegt. Dort lagen zudem zwölf Transportschiffe, mit denen die Kriegsmarine im Anschluss an das Unternehmen Hannibal im Rahmen der Versorgungslogistik für die Truppen an der Front auf dem Rückweg auch Flüchtlinge vor der heranrückenden Roten Armee aus Ostpreußen evakuierte. Auch auf dem Landweg galt die Strecke über Swinemünde als eine der letzten einigermaßen sicheren Routen für die Flucht über Straße oder Schiene aus den Kesseln in Pommern und Westpreußen (Oxhöfter Kämpe, Hela, Danzig, Köslin und Kolberg), so dass die Stadt voller Flüchtlinge war. Der Roten Armee war Anfang März 1945 bei Stargard ein Durchbruch gelungen, doch stieß ihr Vormarsch bei Wollin auf energischen Widerstand der Wehrmacht. Die schwere Schiffsartillerie der in Swinemünde stationierten Kampfgruppe stellte eine ernsthafte Bedrohung für die in Küstennähe operierenden sowjetischen Truppen dar. Zur Entlastung erbat die Sowjetunion von ihren westlichen Alliierten auch an der Ostseeküste Luftangriffe auf die logistische Infrastruktur des Feindes und auch auf dessen Großkampfschiffe.

## Der Angriff

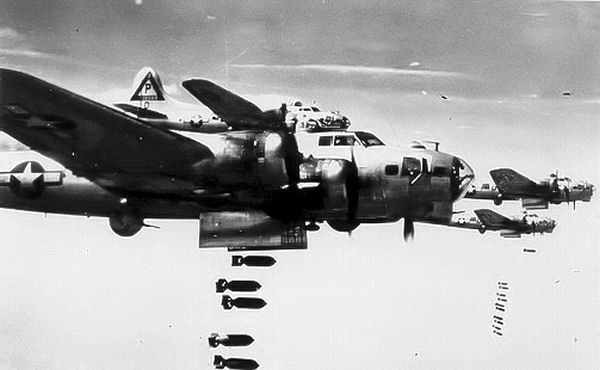
US-amerikanische B-17 „Flying Fortress“

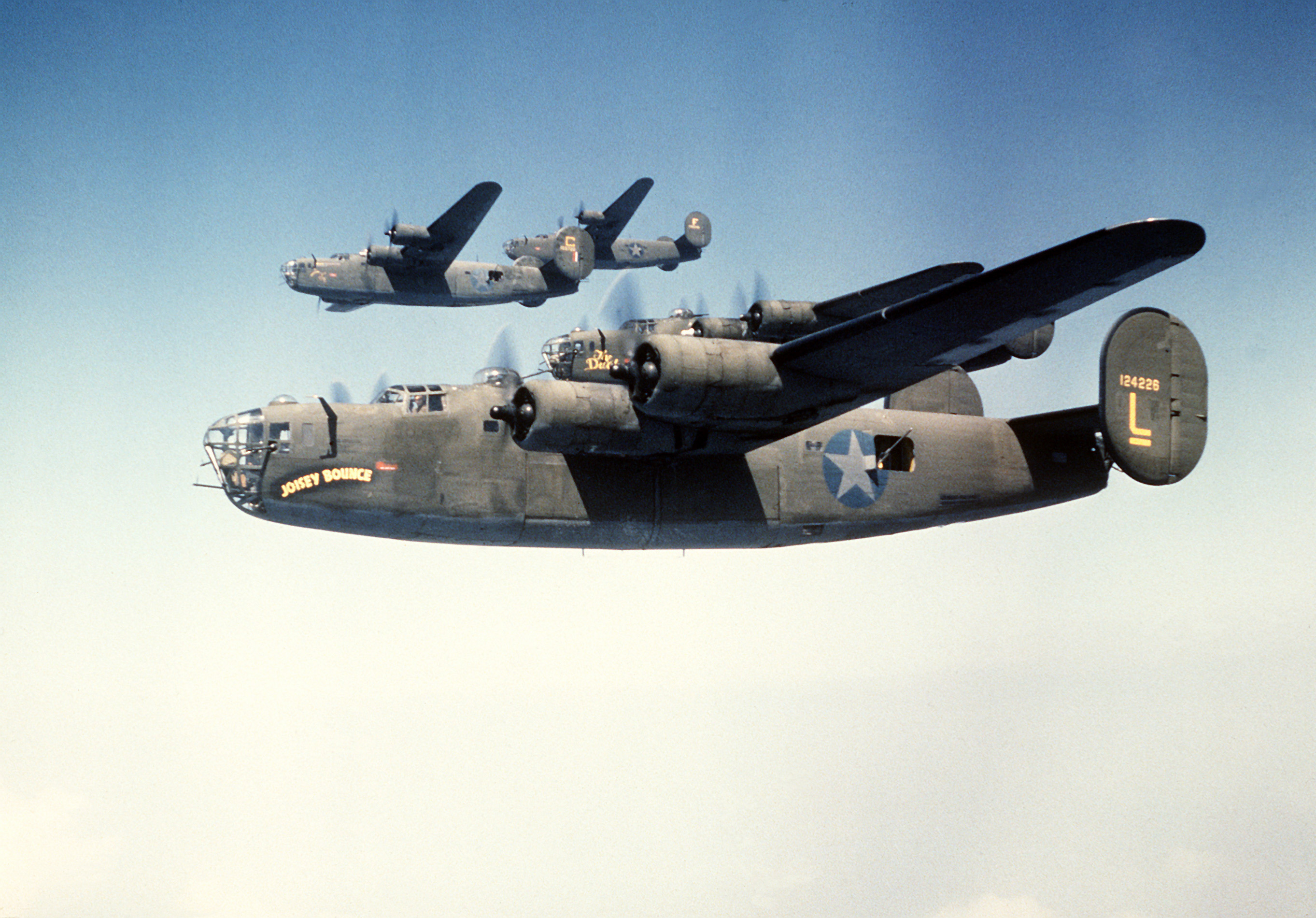
US-amerikanische B-24 „Liberator“

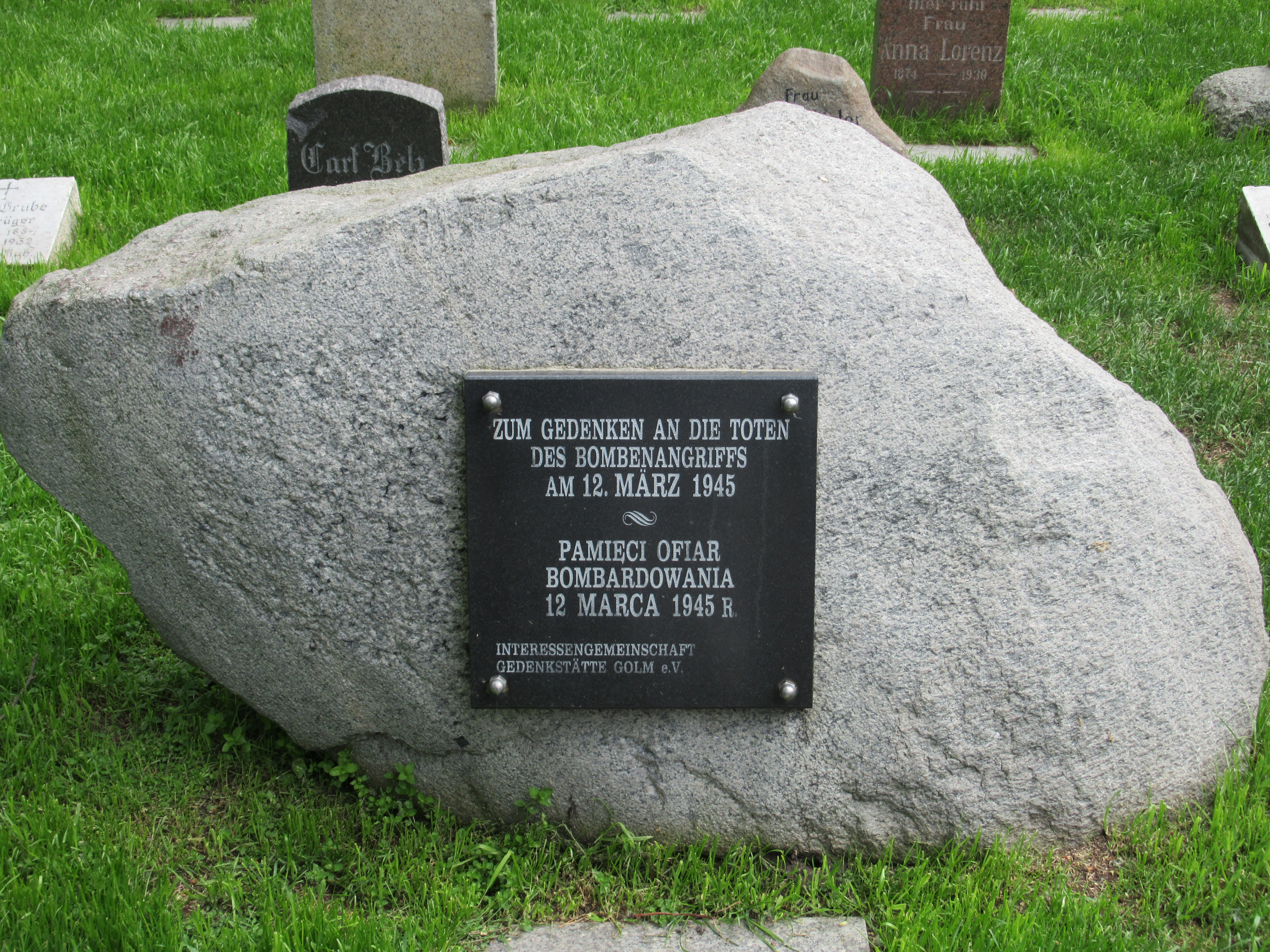
Gedenkstein an die Opfer auf Friedhof in Swinemünde (2019)

Der Großangriff begann kurz nach 12 Uhr mittags und dauerte fast eine ganze Stunde. Er wurde von 661 schweren, viermotorigen Bombern (B-17 „Flying Fortress“ und B-24 „Liberator“) und 412 Begleitjägern ausgeführt. Der Bomberverband warf aus großer Höhe (rund 6.000 Meter) 1609 Tonnen Bomben ab, zumeist Spreng- und Splitterbomben.

## Folgen

### Sachschäden
Das Flächenbombardement verursachte an einigen schwimmenden Einheiten im Hafen schwere Schäden bzw. Totalverlust. Sein eigentliches Ziel, den Marinestützpunkt Swinemünde unbrauchbar zu machen, wurde jedoch verfehlt. Auch war keines der größeren Kampfschiffe getroffen worden, da sie sich zum Zeitpunkt des Angriffs nicht im Hafen befanden. Lediglich zwei Torpedoboote hatten leichte Schäden davon getragen. Die Transportschiffe Jasmund, Hilde, Ravensburg, Heiligenhafen, Tolina, Cordillera und Andros wurden hingegen versenkt.
Der Zerstörungsgrad Swinemündes durch diesen einen Angriff wird mit 55 % angegeben.

### Opferzahlen
Zu den Opferzahlen des Luftangriffs unter Flüchtlingen und Einwohnern gibt es  – wie fast immer – sehr unterschiedliche Zahlen:
Zunächst liegen zwei deutsche Verlust- bzw. Schadensmeldungen von den beiden Tagen nach dem Angriff vor, die übereinstimmend jeweils 1500 Tote nennen. So meldete am 13. März 1945 der Befehlshaber der Ordnungspolizei (BdO) Stettin: Personenverluste bisher: 1500 Gefallene, davon 1000 auf Dampfer „Andros“, 2000 Verwundete. Der Luftwaffenführungsstab meldete: Bisher 1500 Gefallene, 2000 Verwundete. Die Ermittlung der Opferzahlen wurde jedoch dadurch erschwert, dass die Anzahl der zur Zeit des Angriffs in Swinemünde befindlichen Flüchtlinge zuvor nicht exakt erfasst war, da die Behörden damit aufgrund der Masse von Flüchtenden überfordert waren bzw. diese als Durchziehende ohnehin nicht registriert wurden. Da viele der Opfer durch die Bombeneinwirkung stark entstellt waren, konnten viele Tote nicht identifiziert werden.
In der wissenschaftlichen Literatur nennt z. B. Rolf-Dieter Müller vom Militärgeschichtlichen Forschungsamt 3000 bis 4000 Tote, Helmut Schnatz kommt in seiner Monografie über den Angriff auf 4500 Tote. Der Volksbund Deutsche Kriegsgräberfürsorge nennt eine Anzahl mindestens 4500 Toten.
Die in Medien teilweise kursierende Zahl von 23.000 Toten
bezeichnet Müller als nicht haltbar.
Auch Schnatz verwirft die Zahl insbesondere unter Hinweis darauf, dass eine derartige Zahl an Toten im Hinblick auf die eingesetzte Sprengkraft unrealistisch sei und Aufmessungen der Friedhofsanlagen eindeutig ergaben, dass der ausgewiesene Platz für diese Anzahl bei weitem nicht ausreiche. Allerdings waren auf den Massengräbern des Golm zur DDR-Zeit teilweise Kiefernschonungen angelegt worden, und es handelt sich bei der Kriegsgräberstätte auf dem Golm auch nicht um den alleinigen Beisetzungsort. Weitere Tote wurden auf den bereits bestehenden Friedhöfen in Swinemünde und im östlich der Swine gelegenen Bereich beigesetzt. Ein Teil der Verschütteten verblieb auch unter den Trümmern der Stadt. Die von der „Andros“ erst 1948 geborgenen Toten wurden ebenfalls nicht auf dem Golm beigesetzt.

## Erinnerungskultur
Die meisten der geborgenen Toten wurden auf dem nahen Golm bei Kamminke in Massengräbern begraben. Mit 69 Metern ist der Golm die höchste Erhebung auf der Insel Usedom. Swinemünde selbst liegt derart tief, dass die Anlage von Massengräbern sich wegen des hohen Grundwasserspiegels verbot. Infolge der neuen Grenzziehung (Swinemünde gehört seit 1945 zu Polen und heißt seitdem Świnoujście) drang der Luftangriff auf Swinemünde für lange Zeit nicht in das öffentliche Bewusstsein. Am 12. März eines jeden Jahres finden in der Gedenkstätte auf dem Golm, der auf der deutschen Seite der neuen Grenze verblieb, Gedenkveranstaltungen für die Opfer des Angriffs statt.